# Interplay Entertainment
Interplay Entertainment Corporation – amerykański producent i wydawca gier komputerowych, założony w 1983 przez Briana Fargo. Jest odpowiedzialny m.in. za przygotowanie dwóch pierwszych części cyklu Fallout, serii Icewind Dale oraz wydanie dwóch pierwszych części Baldur’s Gate.